# ادوه
اِدوِه (به مجاری: Edve) یک استان در مجارستان است که در ناحیه کاپووار واقع شده‌است. ادوه ۵٫۰۵ کیلومتر مربع مساحت و ۱۳۶ نفر جمعیت دارد.